# 圣塔克拉拉站 (迈阿密)
圣塔克拉拉站（英語：Santa Clara station）是美国佛羅里達州邁阿密-戴德縣的一座邁阿密地鐵车站，由邁阿密-戴德公共交通局（MDT）运营管理。车站具体位置位於迈阿密阿拉帕塔社区，西北第12大道（SR 933）和西北第20街的交界处，毗邻迈阿密戴德学院医疗中心校舍和迈阿密大学生命科学及技术公园。圣塔克拉拉站於1984年12月17日正式啟用，建筑布局形式为高架车站，车站设有两条股道及一个岛式站台，并设有65个停车位的地面停车场。

## 车站结构
| P 站台层 | 南行方向                   | ▉ 迈阿密地铁绿线，往达德兰南方向（市民中心） · ▉ 迈阿密地铁橙线，往达德兰南方向（市民中心）            |
| P 站台层 | 岛式站台，左边车门将会开启 | |
| P 站台层 | 北行方向                   | ← ▉ 迈阿密地铁绿线，往帕尔梅托方向 （阿拉帕塔） · ← ▉ 迈阿密地铁橙线，往迈阿密国际机场方向（阿拉帕塔） |
| G 地面层 | 站厅                       | 出入口、巴士站、停车场                                                                                 |

## 外部連結
- Miami-Dade County: Metrorail Stations （页面存档备份，存于）